# Mileto
Mileto är en ort och kommun i provinsen Vibo Valentia i regionen Kalabrien i Italien. Kommunen hade 6 742 invånare (2017).